# Макарий Пунардзоглу
Макарий (на гръцки: Μακάριος) е гръцки духовник, перистерски епископ на гръцката старостилна Църква на истинно-православните християни на Гърция (Синод на Калиник).

## Биография
Роден e в 1976 година в македонския град Сяр със светското име Николаос Пунардзоглу (Νικόλαος Πουναρτζόγλου). Учи в родния си град. В 1994 година се замонашва при архимандрит и игумен на братството на Свети Яков Макарий. Ръкоположен е за дякон в 1994 година от митрополит Евтимий Солунски. В 1997 година е ръкоположен за презвитер от епископ Макарий Петренски. Учи в Богословския факултет на Солунския университет. В 2004 година става игумен на манастира „Свети Яков“. В 2014 година е избран и ръкоположен за перистерски титулярен епископ от архиепископа на Атина и цяла Гърция Макарий.